# هانس روبرت یاوس
هانس روبرت یاوس (به انگلیسی Hans Robert Jauss به آلمانی Hans Robert Jauß) (زاده ۲۱ دسامبر ۱۹۲۱ گوپینگن، وورتمبرگ - درگذشته ۱ مارس ۱۹۹۷ کنستانس) یک چهره دانشگاهی آلمانی و مبدع نظریه دریافت است که به خاطر تلاش‌هایش در زمینه نظریه پذیرش و بررسی ادبیات فرانسه در سده‌های میانه و نیز دوران مدرن معروف است.

## خانواده و جوانی
حرفه اجدادی خانواده او معلم و پس زمینه دینی وی پیتیسم بود. یاوس بین سال‌های ۱۹۳۲ تا ۱۹۳۹ در ایلینگن و گایزلینگن به مدرسه عالی علوم رفت و سربازی خود را در جنگ جهانگیر دوم سپری کرد که باعث شد دو سال زمستان را به عنوان عضو اس اس (SS-NR 401 359) و وافن اس اس در جبهه روسیه سپری کند. در سال ۱۹۴۲ او عضو هنگ داوطلبان هلندی اساس شد، در سال ۱۹۴۳ رهبر ارشد حمله هنگ یازدهم داوطلبان هلندی شد، در سال ۱۹۴۴ سروان ذخیره اس اس شد و پس از آن عضو هنگ شارلمانی شد.
تا سال ۱۹۹۵ کسی نمی‌دانست که یاوس در وافن اس اس خدمت کرده‌است و ارل جفری ریچاردز این واقعیت را علنی کرد و باعث ایجاد بحث داغی بین او و طرفداران یاوس یعنی مشاییل نیرلیش و کارلهاینتس اشتیرله در برنامه رادیوی فرانکفورت شد. ریچاردز می‌گوید اسنادی دارد که نشان می‌دهد یاوس پس از جنگ در پی پنهان کردن آثار مشارکت خود در اس اس بوده‌است و حتی عناصری در فلسفه او هست (نظیر دیگربودگی و گذشتهٔ ادبیات) که نشان می‌دهد یاوس می‌خواسته عناصری را از زندگی‌نامهٔ خود بیرون بکشد و مخفی کند. شاگرد او هانس اولریش گمبرشت می‌گوید او مسئلهٔ عضویتش در اس اس تا سال ۴۵ و اسارتش تا سال ۴۸ را روشن نکرده‌است و او جزو کسانی است که به جهت کم جراتی بار «دوران هراس آور» را به نسل بعدی منتقل کرده‌اند.

## مطالعات
در سال ۱۹۴۴ ترم اول مطالعات دانشگاهی خود را در پراگ اشغال شده آغاز و تکمیل کرد. در سن بیست و هفت سالگی در نوامبر ۱۹۴۸ در هایدلبرگ پس از آزادی از اسارت جنگی رو به مطالعه زبان‌شناسی رومی، فلسفه، تاریخ و ادبیات و زبان آلمانی آورد. معلمانش در آن زمان هایدگر و گادامر بودند که بر اندیشه او اثر گذاشتند. او تا سال ۱۹۵۴ در این منطقه ماند و سفرهایی با هدف مطالعه به پاریس و پروجا انجام داد. در سال ۱۹۵۲ که در دانشگاه هایدلبرگ مشغول مطالعه دکترا بود موضوع گذشته و حال، زمان و خاطره موضوع اصلی تحقیقات او بودند. پایان‌نامه او که تحت نظر گرهارد هس زبان‌شناس انجام شد "بررسی زمان و خاطره در رمان در جستجوی زمان از دست رفته پروست " نام داشت و در سال ۱۹۵۷، با رساله "تحقیقاتی بر شعر حیوانات در سده‌های میانه" استادیاری زبان‌شناسی رومی را در دانشگاه هایدلبرگ به دست آورد.

## آغاز به کار
در سال ۱۹۵۹ اولین تدریس خود را به عنوان استادیار و مدیر سمینار زبان‌های رومی دانشگاه مونستر در وستفالن انجام داد. در سال ۱۹۶۱ به دانشگاه گیسن رفت تا به عنوان استاد تمام برنامه سمینار زبان رومی را تدوین کند. در این دوران (۱۹۵۹–۱۹۶۲) بود که به کمک اریش کوهلر مجموعه‌ای از متون قرون وسطی را به نام "نمایی کلی از ادبیات رومی قرون وسطی تدوین کرد. او در سال ۱۹۶۳ با کمک هانس بلومنبرگ و کلمنس هزلهاوس اهل گیسن و ولفگانگ ایزر اهل ورتسبورگ گروه پژوهشی مطالعات شعر و هرمنوتیک را راه اندازی کرد. در سال ۱۹۶۶ دانشگاه کنستانس به عنوان بخشی از اصلاحات سیستم دانشگاهی آلمان تأسیس شد و معلم یاوس، گرهارد هس، او را به عضویت در هیئت علمی آن دعوت نمود. این دانشگاه با موسسات دیگر فرق بسیاری داشت و ساختاری ترکیبی و بینارشته‌ای را انتخاب کرده بود و در راستای دست یافتن به این هدف بر اساس اصل هومبولت برای توسعه آموزش و تحقیقات "واحدهای آموزش و پژوهش" تشکیل داد. یاوس هم‌زمان در کمیته‌های متعددی کار می‌کرد و "حوزه " مطالعات ادبی را در این دانشگاه راه اندازی کرد که در آن زمان کار جدید بود ولی کمی بعد در سراسر آلمان از وی تقلید کردند. پنج استاد هر کدام در حوزه یک زبان کرسی‌های هیئت علمی این دانشگاه را بین خود تقسیم کردند: ولفگانگ ایزر (انگلیسی) ولفگانگ پرایسندانتز (آلمانی) مانفرد فورمان (لاتین) یاوس (رومی) یوری اشتریدتر (اسلاوی) و این جمع کمی بعد به "مکتب کنستانس" نام بردار شد. یاوس در نطق افتتاحیه خود در سال ۱۹۶۷ مقاله‌ای به نام "تاریخ ادبیات چالشی در برابر نظریه ادبی" ارائه داد که می‌گفت باید رویکرد جدیدی در مطالعات ادبی به کار ببندیم. سال‌ها بعد این اتفاق افتاد و باعث شکل‌گیری بحث‌های شدیدی در میان منتقدان و موافقان شد. یاوس درا ین سال‌ها استاد مهمان دانشگاه‌های بسیاری بود: دانشگاه زوریخ (زمستان ۱۹۶۷–۱۹۶۸) دانشگاه آزاد برلین (ترم زمستان ۱۹۶۸–۱۹۶۹) دانشگاه کلمبیا در نیویورک (پاییز ۱۹۷۳) دانشگاه ییل، نیوهیون (یک بار در بهار سال ۱۹۷۶؛ پیشنهاد بعدی را در در سال ۱۹۷۷ رد کرد) دانشگاه سوربن (منطقه ۶ پاریس، ترم زمستان ۱۹۷۸) دانشگاه لوون (Franqui-Professur، ۱۹۸۲) دانشگاه کالیفرنیا، برکلی (بهار ۱۹۸۲) دانشگاه کالیفرنیا (۱۹۸۵) دانشگاه پرینستون (استاد مدعو ویتنی اوتس، فوریه ۱۹۸۶) دانشگاه ویسکانسین-مدیسون (Brittingham استاد مدعو زبان انگلیسی، مارس ۱۹۸۶).

## مبحث تئوریک
رویکرد یاوس مشتق از هرمنوتیک گادامر است و در مقاله «به سوی زیباشناسی دریافت» بر اساس هرمنوتیک گادامر برای بررسی هر اثر سه عنصر را لازم می‌داند:
1. تفسیر متن، و آن زمانی است که در مورد متن اندیشه می‌کنند و دلالت‌ها کشف می‌شود.
2. بازسازی تاریخی، و آنزمانی است که دیگربودگی متن کشف می‌شود.
3. فهم بلادرنگ متن، و آن زمانی است که ارزش زیباشناختی و تأثیر خواندن متن آشکار می‌شود.

او با این روش در پی روشی برای متن خواندن است، که در خود غور کند و منحصر به فرد بودن و نوآور بودن هر اثری را نشان بدهد.

## افتخارات
یاوس در سال ۱۹۸۰ عضو از آکامی علوم هایدلبرگ و آکادمی علوم لینچی ایتالیا شد. پس از بازنشستگی در تاریخ ۱ آوریل ۱۹۸۷ تا زمان مرگ در سال ۱۹۹۷ به عنوان به عنوان استاد در نزدیکی دانشگاه کنستانس زندگی می‌کرد.

## کتاب‌ها
از وی تاکنون کتابی به فارسی ترجمه نشده‌است.
- Untersuchungen zur mittelalterlichen Tierdichtung. Niemeyer, Tübingen 1959.
- Genèse de la poésie allégorique française au Moyen-âge de 1180 à 1240. C. Winter, Heidelberg, ۱۹۶۲.
- Literaturgeschichte als Provokation der Literaturwissenschaft. UVK Universitäts-Vlg. , Konstanz 1967.
- Zeit und Erinnerung in Marcel Prousts»A la recherche du temps perdu «: Ein Beitrag zur Theorie des Romans. 2. Aufl. , Suhrkamp, Frankfurt 1986, ISBN 978-3-518-28187-1.
- Die literarische Postmoderne – Rückblick auf eine umstrittene Epochenschwelle. In: Jahrbuch der Bayerischen Akademie der Schönen Künste, 4, 1990, S. 310-332.
- Studien zum Epochenwandel der ästhetischen Moderne. Suhrkamp, Frankfurt 1990, ISBN 978-3-518-28464-3.
- Ästhetische Erfahrung und literarische Hermeneutik. Suhrkamp, Frankfurt 1991, ISBN 978-3-518-28555-8.
- Wege des Verstehens. Fink, München 1994.
- Die Theorie der Rezeption. Rückschau auf ihre unerkannte Vorgeschichte. UVK Univers. -Vlg. , Konstanz 1998, ISBN 978-3-87940-336-3.
- Probleme des Verstehens. Reclam, Stuttgart 1999, ISBN 978-3-15-009764-9